# François Salvaing
François Salvaing, né le 27 juin 1943 à Casablanca,, est un journaliste et écrivain français, lauréat du prix du Livre Inter en 1988.

## Biographie
François Salvaing naît au Maroc, alors protectorat français.
Après des études littéraires  à Paris, il entre en 1974 en tant que journaliste, à L'Humanité, journal du Parti communiste. Il est adhérent du PCF depuis 1968.
En 2000, il publie aux éditions Stock un fort volume, intitulé Parti, où le romancier transpose son expérience de journaliste dans le personnage de Frédéric Sans.

## Œuvres
- 1974 : Mon poing sur la gueule, éditions Balland, réédition L'Arbre vengeur, 2022
- 1977 : Pays conquis, éditions Balland
- 1989 : De purs désastres, éditions Balland
- 1988 : Misayre ! Misayre ! – Prix du Livre Inter
- 1990 : Le Tour du Tour par trente-six détours, éditions Messidor  (ISBN 2-209-06301-9)
- 1991 : Une vie de rechange
- 1994 : La Nuda
- 1996 : Vendredi treizième chambre
- 1998 : La Boîte
- 2000 : Parti, éditions Stock  (ISBN 2-234-05262-9)
- 2004 : Le Cœur trouble et autres nouvelles
- 2006 : Jourdain
- 2007 : Un alibi de rêve (préface de Jaume Melendres), éditions Cadex
- 2008 : Maud et Matilda
- 2010 : De purs désastres, édition aggravée
- 2011 : Mémoires en mutation. Lyon La Confluence (photographies de Jacques Damez), éditions Textuel
- 2012 : Un amour au pied du mur, éditions Écriture
- 2014 : 818 jours, éditions du Sirocco
- 2014 : La Crèche, éditions À plus d'un titre
- 2015 : Le Gouverneur et sa gouvernante : D'après une correspondance franco-sénégalaise dans la seconde moitié du XIXe siècle, avec Jacques Carol, éditions Le Pas d'oiseau
- 2018 : H.S., éditions Arcane 17
- 2024 : Flots, L'Arbre vengeur